# Toxomerus paraduplicatus
Toxomerus paraduplicatus är en tvåvingeart som beskrevs av Sonia Borges och Márcia Souto Couri 2009. Toxomerus paraduplicatus ingår i släktet Toxomerus och familjen blomflugor. Inga underarter finns listade i Catalogue of Life.